# Vriesea melgueiroi
Vriesea melgueiroi är en gräsväxtart som beskrevs av Ivón Mercedes Ramírez Morillo och Germán Carnevali. Vriesea melgueiroi ingår i släktet Vriesea och familjen Bromeliaceae. Inga underarter finns listade i Catalogue of Life.